# Beautiful World (Fernsehserie)
Beautiful World (아름다운 세상 Areumdaun Sesang) ist eine südkoreanische Fernsehserie mit Park Hee-soon, Choo Ja-hyun, Oh Man-seok, Cho Yeo-jeong, Nam Da-reum und Kim Hwan-hee. Sie wurde vom 5. April bis 25. Mai 2019 auf JTBC ausgestrahlt.

## Handlung
Die Serie folgt der Geschichte eines Jungen, der aufgrund eines Vorfalls von Gewalt in der Schule schwer verletzt wird, und seiner Familie, die in seinem Namen nach der Wahrheit sucht und für Gerechtigkeit kämpft.

## Die Rollen

### Hauptrollen
- Park Hee-soon als Park Moo-jin[3][4]
- Choo Ja-hyun als Kang In-ha[3][4]
- Oh Man-seok als Oh Jin-pyo[3][4]
- Cho Yeo-jeong als Seo Eun-joo[3][4]
- Nam Da-reum als Park Sun-ho[5]
- Kim Hwan-hee als Park Su-ho[5]

### Nebenrollen
- Hwang Tae-kwang als Lee Sang-woo[6]
- Seo Young-joo als Han Dong-soo[7]
- Lee Jae-in als Han Dong-hee
- Seo Dong-hyun als Oh Joon-seok[8]
- Lee Ji-hyun als Lim Sook-hee[9]

## Einschaltquoten
| Folge        | Ausstrahlungsdatum | Einschaltquote | Einschaltquote |
| Folge        | Ausstrahlungsdatum | AGB Nielsen    | AGB Nielsen    |
| Folge        | Ausstrahlungsdatum | landesweit     | Seoul          |
| ------------ | ------------------ | -------------- | -------------- |
| 1            | 5. April 2019      | 2,178 %        | —              |
| 2            | 6. April 2019      | 2,926 %        | 3,099 %        |
| 3            | 12. April 2019     | 3,053 %        | 3,515 %        |
| 4            | 13. April 2019     | 3,306 %        | 4,006 %        |
| 5            | 19. April 2019     | 3,346 %        | 3,637 %        |
| 6            | 20. April 2019     | 3,267 %        | 3,621 %        |
| 7            | 26. April 2019     | 3,334 %        | 3,665 %        |
| 8            | 27. April 2019     | 4,001 %        | 4,553 %        |
| 9            | 3. Mai 2019        | 3,727 %        | 3,921 %        |
| 10           | 4. Mai 2019        | 3,451 %        | 3,804 %        |
| 11           | 10. Mai 2019       | 4,222 %        | 4,451 %        |
| 12           | 11. Mai 2019       | 4,643 %        | 4,885 %        |
| 13           | 17. Mai 2019       | 5,904 %        | 4,505 %        |
| 14           | 18. Mai 2019       | 4,331 %        | 5,284 %        |
| 15           | 24. Mai 2019       | 4,910 %        | 4,871 %        |
| 16           | 25. Mai 2019       | 5,785 %        | 7,076 %        |
| Durchschnitt | Durchschnitt       | 3,785 %        | —              |